# Любитель
Люби́тель (буквальный перевод с фр. amateur, от лат. amator ← amo «любить, быть довольным; иметь обыкновение, быть склонным») — непрофессионал в каком-нибудь деле, «занимающийся чем-то не по званию, а по призванию, любви, охоте, наклонности» (Владимир Даль). Человек, располагающий достаточными средствами и свободным временем, чтобы интересоваться каким-либо предметом, не будучи профессионалом и не используя свои любительские знания и навыки, чтобы зарабатывать этим на жизнь.
В англоязычных странах для таких занятий используются выражения с префиксом «джентльмен»: джентльмен-драйвер, en:Gentleman scientist, en:Gentleman farmer, en:Gentleman architect, и даже gentleman pirate. Например, Эйнштейн сформулировал специальную теорию относительности, работая в патентном бюро в Берне, то есть, будучи по сути физиком-любителем.

## Возможные значения
- Любитель, или непрофессиональный спортсмен — человек, занимающий спортом ради своего удовольствия. До 1970-х годов в Олимпийских играх могли участвовать только спортсмены-любители. Существовала даже угроза дисквалификации в том случае, если спортсмен получал определённое вознаграждение за участие в соревнованиях.
- Фотолюбитель — человек, занимающийся фотографией для собственного удовольствия или развлечения, снимающий для семьи, друзей, для своего блога, размещенного в интернете и т. п.
- Астроном-любитель — человек, который увлекается наблюдением, съёмкой и (или) исследованием астрономических объектов и явлений.
- Любитель в творческой деятельности — человек, который занимается каким-либо видом искусства непрофессионально, участвует в художественной самодеятельности, народном творчестве и пр.
- Болельщик — страстный любитель спортивных зрелищ.